# Шошкич, Бранислав
Бранислав Шошкич (серб. Бранислав Шошкић; 19 ноября 1922, Гусине — 4 апреля 2022, Белград) — югославский экономист, общественно-политический деятель, глава Социалистической Республики Черногории с 1985 по 1986 годы.

## Биография
Родился 19 ноября 1922 в Гусине (ныне Черногория). Участник Народно-освободительной войны Югославии. После войны окончил экономический факультет Белградского университета в 1951 году, а в 1954 году защитил докторскую диссертацию «Теория стоимости Смита и Рикардо — сравнительный анализ». 

### Научная деятельность
С 1951 года ассистент, с 1954 года — доцент, с 1960 года — профессор, с 1965 года — почётный профессор университета. Проходил стажировку в Кембриджском, Калифорнийском и Гарвардском университете. Декан экономического факультета Белградского университета с 1964 по 1968 годы.

### Политическая деятельность
С 1965 по 1969 годы Шошкич был депутатом Союзной скупщины СФРЮ, с 1969 года — председатель Комитета по образованию Образовательно-культурного вече Союзной скупщины, председатель Республиканского объединения образования. Директор института экономических исследований в Белграде, член Экономического совета СР Сербии. Председатель Президиума СР Черногории с 6 мая 1985 по 6 мая 1986.
Находился на пенсии, проживал в Белграде. Скончался 4 апреля 2022 года в возрасте 99 лет.

### Награды
За участие в Народно-освободительной войне награждён медалью Партизанской памяти и рядом иных орденов и медалей. В 1984 году награждён памятной медалью АВНОЮ. Член Европейской академии наук и искусств, член Черногорской академии наук и искусств (президент с 1981 по 1985 годы).

## Публикации
- «Развитие экономической мысли» (1965)
- «Распределение доходов в рыночной экономике» (1971)
- «Разработка и основы современной экономической мысли» (1986)
- «Экономическая мысль и современные принципы» (1995)